# Heléna
A Heléna női név  görög eredetű, pontos jelentése vitás, talán fényes, sugárzó. Valószínűleg a görög heliosz (nap) szó származéka.

## Képzett és rokon nevek
- Elen:[1] a Heléna angol és francia változatából származik.[3]
- Elena:[1] a Heléna olasz és spanyol változatából származik.[3]
- Eleni:[1] a Heléna újgörög változatából származik.[3]
- Elin:[1] a Heléna német és svéd rövidülése.[3]
- Elina:[1] a Heléna olasz alakváltozata.[3]
- Héla:[1] a Heléna és a Helga német beceneve.[2]
- Helén:[1] A Heléna angol formájából illetve magyar becenevéből származik.[2]
- Helka:[1] egy balatoni tündér neve, ami valószínűleg a Heléna beceneve, egyben a Helga finn alakváltozata.[4]
- Hella:[1] a Heléna és a Helga német beceneve.[4]
- Jelka:[1] a Heléna szláv Jelena formájának a beceneve.[5]
- Helena:[1] a Heléna alakváltozata.
- Helen:[1] a Helén alakváltozata.

Léna, Lenke, valamint az Ilona és származékai.

## Gyakorisága
A név Szent Heléna császárné, Nagy Konstantin anyjának tiszteletére terjedt el Európa-szerte, Magyarországon Vak Béla király szerb származású feleségének, Jelenának köszönheti kezdeti népszerűségét. 
Az 1990-es években a Heléna ritka, a Helén igen ritka név volt, a 2000-es években nem szerepelnek a 100 leggyakoribb női név között.
A Héla, Helka, Hella, Jelka és a Helena az 1990-es években szórványos név volt, a 2000-es években nem szerepelnek a 100 leggyakoribb női név között.
Az Elen, Elin és Elina szórványos, az Elena és Eleni igen ritka név volt a 90-es években, a Helent nem lehetett anyakönyvezni, a 2000-es években nem szerepelnek a 100 leggyakoribb női név között.

## Névnapok
- Heléna, Elen, Elena, Eleni, Elin, Elina: július 31.,[2] augusztus 13.,[2] augusztus 18.[2]
- Helén: augusztus 13.,[2] augusztus 18.,[2] július 21.,[2] július 31.,[2] október 14.
- Héla: április 23.,[2] július 31.[2]
- Helka: július 11.[4]
- Hella: április 23.,[4] május 27.,[4] július 13.,[4] október 14.[2]
- Jelka: augusztus 18.[5]

## Híres névviselők

### Híres Helénák, Helének, Helenák, Helenek
- Szent Heléna vagy Ilona, Nagy Konstantin édesanyja
- Helen Hunt amerikai színésznő
- Szép Heléna görög mitológiai alak
- Helen Keller amerikai írónő
- Helen Latham angol színésznő
- Helen Mirren angol színésznő
- Helen Parkhurst amerikai pedagógus
- Helen Rowland amerikai színésznő
- Helena Blavatsky orosz írónő
- Helena Rojo mexikói színésznő
- Helena Suková cseh teniszezőnő
- Helena Vondráčková cseh énekesnő, színésznő
- Helena Bonham Carter angol színésznő

### Elenák, Jelenák, Elenek, Elenik, Elinák és Elinek
- Elena Apostoleanu román énekesnő, ismertebb nevén Inna
- Elena Ceaușescu, Nicolae Ceauşescu felesége
- Jelena Gyementyjeva orosz teniszezőnő
- Jelena Alekszandrovna Lihovceva orosz teniszezőnő
- Jelena Szergejevna Vesznyina orosz teniszezőnő
- Jelena Ristić Novak Đoković szerb teniszező barátnője 2005 óta
- Jelena Gadzsijevna Iszinbajeva orosz rúdúgrónő, sokszoros világcsúcstartó, világbajnok, olimpiai bajnok
- Jelena Janković szerb teniszezőnő
- Elena Polenova orosz kézilabdázó
- Elena Sofia Ricci olasz színésznő
- Elena Risteska  macedón popénekesnő
- Élena Paparízu görög énekesnő
- Elena Alexandra Apostoleanu román énekesnő

### Híres Hélák, Helkák, Hellák és Jelkák
- Hella - fiktív hősnő. Bulgakov A Mester és Margarita című művének egyik szereplője, Woland professzor – a Sátán – segítője. Legtöbbször meztelenül jelenik meg.